# Fuyumi Sōryō
Fuyumi Sōryō,  (惣領 冬実?, Sōryō Fuyumi) (Beppu, 6 gennaio 1959), è una fumettista giapponese. È nota come autrice di Mars e Sole maledetto.
Fin da bambina usava disegnare ma non aveva interesse per i manga. Mentre frequentava la scuola specialistica, partecipò a un concorso per nuovi autori della casa editrice Shōgakukan. Il suo debutto avvenne con il racconto breve Hidamari no hōmonsha nel 1982. Nel 1987 vinse il Premio Shōgakukan per i manga con la serie Boyfriend (1985-1988). Tra gli altri manga pubblicati da Shōgakukan, Mars e Three, entrambi tradotti in lingua italiana da Star Comics.
Successivamente iniziò a pubblicare sulla rivista Morning della casa editrice Kōdansha. Tra le opere tradotte in italiano, il fantascientifico ES, e lo storico Cesare il creatore che ha distrutto ispirato alla storia di Cesare Borgia e ambientato nell'Italia rinascimentale. Nel 2016 ha disegnato Maria Antonietta: la gioventù di una regina sotto la supervisione della Reggia di Versailles.

## Opere
Le opere in grassetto sono state pubblicate in italiano.
- Onaji kurai ai (おなじくらい愛), due volumi
- Pink na kimi ni blue na boku (ピンクなきみにブルーなぼく), quattro volumi
- Sole maledetto (太陽のイヂワル 惣領冬実傑作短編集), un volume
- Kanojo ga kafe ni iru (彼女がカフェにいる), sei volumi originali, quattro volumi tascabili
- Tennen no musume-san (天然の娘さん), due volumi originali, un volume tascabile
- Never Ending Heart (終わるHeartじゃねえ 惣領冬実傑作集1), un volume
- Cactus (サボテン 惣領冬実傑作集2), un volume
- Love Styles: kare no kokoro wo tsukamitai anata ni (ラブ・スタイルズ 彼の心をつかみたい貴女に), un volume
- 3-THREE-, 14 volumi originali, 8 volumi tascabili
- DOLL'', un volume
- Boyfriend (ボーイフレンド), dieci volumi originali, 6 volumi tascabili
- Kichi kichi BOM! (チキチキBOM!), due volumi
- Eden de aou (エデンで会おう), un volume
- MARS, 15 volumi originali, 8 volumi tascabili
- Mars Gaiden (MARS外伝 名前のない馬), un volume
- Tamara (タマラ), un volume
- ES -Eternal Sabbath-, otto volumi originali, 5 volumi tascabili
- Cesare il creatore che ha distrutto (チェーザレ 破壊の創造者), 13 volumi
- Maria Antonietta: la gioventù di una regina (マリー・アントワネット), un volume